# Ben Coolen
Ben Coolen (* 20. Oktober 2000) ist ein belgischer Eishockeyspieler, der seit 2016 bei HYC Herentals in der belgisch-niederländischen BeNe League spielt.

## Karriere
Ben Coolen begann seine Karriere als Eishockeyspieler bei den Turnhout Tigers, für die er bereits als 15-Jähriger in der belgisch-niederländischen BeNe League debütierte. 2016 wechselte er zum Ligakonkurrenten HYC Herentals. Dort wurde er zunächst auch in der zweiten Mannschaft, die in der National League spielt, eingesetzt. 2019 gewann er mit HYC die BeNe League. 2017, 2018, 2019 und 2020 wurde er mit dem Verein belgischer Meister sowie 2017, 2019 und 2020 auch Pokalsieger.

## International
Für Belgien nahm Coolen im Juniorenbereich an den U18-Weltmeisterschaften der Division II 2017 und der Division III 2018, als er zum besten Stürmer des Turniers gewählt wurde, sowie den U20-Weltmeisterschaften der Division II 2018, 2019 und 2020, als er zum besten Spieler seiner Mannschaft gewählt wurde, teil.
Mit der Herren-Nationalmannschaft spielte Coolen erstmals bei der Weltmeisterschaft der Division II 2019. Auch 2022, 2023 und 2024 spielte er in der Division II.

## Erfolge und Auszeichnungen
- 2017 Belgischer Meister und Pokalsieger mit HYC Herentals
- 2018 Belgischer Meister mit HYC Herentals
- 2018 Aufstieg in die Division II, Gruppe B, bei der U18-Weltmeisterschaft der Division III, Gruppe A
- 2018 Bester Stürmer bei der U18-Weltmeisterschaft der Division III, Gruppe A
- 2019 Gewinn der BeNe League mit HYC Herentals
- 2019 Belgischer Meister und Pokalsieger mit HYC Herentals
- 2020 Belgischer Meister und Pokalsieger mit HYC Herentals
- 2024 Aufstieg in die Division II, Gruppe A, bei der Weltmeisterschaft der Division II, Gruppe B

## BeNe League-Statistik
(Stand: Ende der Spielzeit 2023/24)